# Hầu khắp nơi

Hàm số y = 1/x liên tục và khả vi hầu khắp nơi, cụ thể hơn là chỉ trừ điểm x = 0.

Trong lý thuyết độ đo (một nhánh của giải tích toán học), một tính chất xảy ra hầu khắp nơi (tiếng Anh: almost everywhere, tiếng Pháp: presque partout, viết tắt h.k.n., a.e. hoặc p.p.
) nếu như, về cơ bản tính chất gần như luôn luôn xảy ra. Khái niệm hầu khắp nơi được định nghĩa chặt chẽ nhờ khái niệm độ đo không. Một phiên bản gần gũi của khái niệm này là khái niệm hầu chắc chắn của lý thuyết xác suất. 
Cụ thể hơn, một tính chất xảy ra hầu khắp nơi nếu như tính chất này chỉ không xảy ra trên một tập con có độ đo không. Trong trường hợp độ đo chưa đủ, tập hợp những điềm không xảy ra tính chất có thể là tập con của một tập độ đo không. Trong trường hợp các tập hợp trên đường thẳng thực, ta hay đề cập tới độ đo Lebesque nếu như không có lưu ý gì đặc biệt.

## Định nghĩa
Cho {\displaystyle (X,\Sigma ,\mu )} là một không gian đo được, một tính chất {\displaystyle P} được gọi là xảy ra hầu khắp nơi trên {\displaystyle X} nếu tồn tại một tập đo được {\displaystyle N\in \Sigma } với {\displaystyle \mu (N)=0}, sao cho {\displaystyle x\in X\setminus N} thì tính chất {\displaystyle P} xảy ra.. Ta có thể phát biểu lại là "{\displaystyle P} xảy ra hầu khắp nơi".
Cần lưu ý rằng tập {\displaystyle \{x\in X:\neg P(x)\}} không nhất thiết phải có độ đo không, thậm chí có thể không đo được. Định nghĩa trên có thể được hiểu là, nếu {\displaystyle \{x\in X:\neg P(x)\}} xảy ra trên một tập là tập con của {\displaystyle N} đo được và có độ đo không thì cũng được tính là hầu khắp nơi. Tuy nhiên, trên không gian độ đo đủ, định nghĩa này ngay lập tức trở nên vô nghĩa.

## Tính chất
- Nếu tính chất {\displaystyle P} xảy ra hầu khắp nơi và kéo theo tính chất {\displaystyle Q}, khi này {\displaystyle Q} cũng sẽ xảy ra hầu khắp nơi. Điều này xảy ra là nhờ tính đơn điệu của độ đo.
- Cũng nhờ vào tính cộng tính của độ đo, nếu {\displaystyle (P_{n})} là một dãy hữu hạn hoặc đếm được các tính chất, mỗi tính chất con xảy ra hầu khắp nơi thì {\displaystyle \forall nP_{n}} cũng xảy ra hầu khắp nơi.
- Tuy nhiên, nếu {\displaystyle (P_{n})} là dãy không đếm được các tính chất, khi này {\displaystyle \forall nP_{n}} chưa chắc đã xảy ra hầu khắp nơi. Ví dụ, ta lấy {\displaystyle \mu } là độ đo Lebesque trên {\displaystyle X=\mathbf {R} }, xét dãy {\displaystyle P_{x}} là tính chất sao cho khi so sánh thì không bằng {\displaystyle x} (tức là {\displaystyle P_{x}(y)} xảy ra khi và chỉ khi {\displaystyle y\neq x}), mặc dù từng {\displaystyle P_{x}} một thì xảy ra h.k.n., mệnh đề hợp {\displaystyle \forall xP_{x}} lại không xảy ra ở bất cứ đâu cả.

## Ví dụ
- Nếu f : R → R khả tích Lebesque và {\displaystyle f(x)\geq 0} hầu khắp nơi, khi này

{\displaystyle \int _{a}^{b}f(x)\,dx\geq 0} với mọi số thực {\displaystyle a<b}.
Dấu bằng xảy ra khi và chỉ khi {\displaystyle f(x)=0} hầu khắp nơi.
- Nếu f : [a, b] → R là hàm đơn điệu, do tập điểm gián đoạn của f là tập đếm được nên f khả vi hầu khắp nơi.
- Nếu f : R → R là đo được-Lebesque và

{\displaystyle \int _{a}^{b}|f(x)|\,dx<\infty }
với mọi số thực {\displaystyle a<b}, khi này luôn tồn tại một tập E sao cho, khi {\displaystyle x\in E}, trung bình Lebesque là 
{\displaystyle {\frac {1}{2\varepsilon }}\int _{x-\varepsilon }^{x+\varepsilon }f(t)\,dt} 
hội tụ đến f(x) khi {\displaystyle \epsilon } giảm về không. Tập E này được gọi là tập Lebesque của f, ta có thể chứng minh phần bù của E có độ đo không. Hay nói cách khác, trung bình Lebesque của f hội tụ hầu khắp nơi đến f.
- (Định lý Lebesque về cấu trúc hàm khả tích Riemann). Giả sử f : [a, b] → R bị chặn, khi này f khả tích Riemann khi và chỉ khi f liên tục hầu khắp nơi.